# True Fantasy Live Online
True Fantasy Live Online (トゥルーファンタジー ライブオンライン, Tōru fantaji raibu online) était un projet de jeu de type MMORPG développé par le studio Japonais Level-5 et qui devait sortir sur Xbox. Après un long et compliqué développement qui dura 2 ans le projet fut annulé le 2 juin 2004.

## Jeu
Le titre était annoncé comme un jeu de rôle massivement multijoueur, il devait faire de la console de Microsoft une vitrine technologique via son service Xbox Live pour le jeu en ligne sur console de salon qui n'était encore à l'époque qu'à ses balbutiements.
L'aventure était prévue pour accueillir jusqu'à 3000 joueurs en même temps dans un univers Médiéval-fantastique. Le design utilisait le procédé du Cel-shading donnant une ambiance dessin animé et enfantin au jeu.

## Annulation
True Fantasy Live Online est souvent cité comme l'une des annulations de jeu les plus décevantes de ces dernières années. Et pour cause, le titre était très attendu par nombre de joueurs à l'époque, mais les nombreuses complications techniques dû à une méconnaissance du jeu en ligne sur console mais aussi les limitations technologiques comme la gestion du chat vocal et des serveurs auront été de trop pour un développement certes ambitieux mais trop novice pour que le titre sorte à l'époque.
Fin 2004, Akihiro Hino déclarait que le jeu pourrait voir le jour sur une autre console. 
Dans un entretien en juillet 2008, Shane Kim l'ancien directeur général de Microsoft Game Studios a déclaré que l'annulation avait été la meilleure chose à faire pour le jeu mais qu'il aurait cependant surement du succès s'il sortait sur Xbox 360. 